# 长囊虱目
长囊虱目（学名：Dendrogastrida），为鞘甲纲的一个科。

## 下级分类
本科包括以下属：
- 囊胸藤壶科 Ascothoracidae
- Ctenosculidae
- 长囊虱科 Dendrogastridae